# Vanda Spengler
 (mars 2020).
Pour les articles homonymes, voir Spengler.
Vanda Spengler est une photographe franco-suisse née le 12 août 1982 à Genève (Suisse). 
Sa grand-mère est la romancière féministe Régine Deforges. Son père est l'éditeur et écrivain Franck Spengler.
Le travail photographique de Vanda Spengler s'articule autour du corps et le rapport à soi et aux autres,,. Elle puise son inspiration dans les œuvres d'Antoine d'Agata ou encore les peintures de Jean Rustin. 
En 2013, Antoine Desrosières réalise un documentaire sur la photographe intitulé « Vanda Spengler… aura ta peau ! ».
Vanda Spengler fait partie du collectif d'artistes international Action Hybride.
En décembre 2019, elle publie sa première monographie « Frontières Invisibles » aux éditions Corridor Éléphant.